# A kapitány küldetése (film)
A kapitány küldetése (angolul: News of the World) 2020-ban bemutatott amerikai western-filmdráma, melyet Paulette Jiles azonos című regényéből Paul Greengrass rendezett. A főbb szerepekben Tom Hanks és Helena Zengel látható.

## Cselekmény
1870, USA
Jefferson Kyle Kidd egykori „kapitány” azzal keresi a kenyerét, hogy településről településre járva az újságokból híreket olvas fel az írástudatlan hallgatóságnak, akik ezért fejenként 10 centet fizetnek neki. Az amerikai polgárháború véget ért. Jefferson Kyle konföderációs tisztként a déliek oldalán harcolt, de ezen sikerült túllépnie (a történetben „északi”, kék ruhás katonák tartják fenn a rendet – a polgároknak tilos oldalfegyvert viselniük, illetve puskával is csak madarakra használatos lőszer van engedélyezve a számukra). Jefferson felesége áldozatul esett San Antionóban (Texas állam), de Jefferson nem ismeri a halálának körülményeit.
Jefferson Kyle az utazása során találkozik egy felborult lovaskocsival, aminek néger kocsisát felakasztották egy fára. Jefferson a közelben egy fiatal szőke lányt vesz észre, aki indián ruházatba van öltözve, és ész nélkül menekül előle. Amikor sikerül utolérnie, akkor a lány sikoltozás közben megharapja. Az ott hagyott tárgyak között Jefferson egy hivatalos iratot talál, ami szerint a lány neve Johanna Leonberger, akit a kajovák 4 éves kora óta neveltek (amikor ők a szüleit lemészárolták). A lány csak kajova nyelven beszél, amit Jefferson nem ért. Egy északi járőrcsapat parancsnoka szerint a lányt egy helyőrségbe kellene szállítani, ahol majd foglalkozni tudnak vele. Jefferson elindul a több hetes útra a lánnyal.
A helyőrségben azonban éppen nincs ott az indiánokkal kapcsolatot tartó személy, így Jeffersonnak vagy három hónapot kellene várnia, vagy a tiszt azt tanácsolja neki, hogy szállítsa el a lányt egy másik településre, ahol a lányt hivatalosan át tudják venni tőle. Jefferson gyanítja, hogy a lány szülei német származásúak lehettek, de a lány nem reagál a német szavakra. Később kiderül, hogy ezek túl fájdalmas emlékek számára. Ahogy tovább haladnak, az egyik városban három ex-konföderációs katona ajánlatot tesz a lány megvásárlására, amit Jefferson visszautasít. A katonák üldözik őket az úton, Jefferson és a lány szembeszállnak velük és Jefferson az esélyek ellenére sorban lelövi őket.
Feltartóztatják őket az úton egy szakadár állam fegyveresei. Kiddnek a fegyveresek vezetőjének saját újságját kellene felolvasnia, de ő ezt megszakítva egy bányaszerencsétlenségről ad hírt, ahol a munkások fellázadtak az elnyomó vezetőjük ellen, aki nem foglalkozott a biztonságukkal. A felolvasás nyugtalanságot kelt, így Jefferson jobbnak látja menekülni, azonban a parancsnok le akarja lőni, amit Johanna a parancsnok lelövésével megakadályoz. A további út során egy erősen lejtős úton a kocsiból ki kell ugraniuk, az tönkremegy, és az útjukat gyalog kell folytatniuk. Homokvihar kapja el őket, ami után vándorló kajovákkal találkoznak. A lánynak sikerül egy lovat szereznie tőlük.
Kidd és Johanna eléri azt a farmot, ahol a lány nagynénje és nagybátyja él. Kidd hátrahagyja lányt, bár észreveszi, hogy az nem érzi ott jól magát. Kidd visszatér San Antonio-ba, ahol kiderül, hogy a felesége, Maria Luisa Betancourt Kidd kolerában halt meg 1865-ben.
Kidd visszavágtat a farmra, ahol a lányt hagyta. A lányt a lábához kötött kötéllel fogva tartották, mert „folyton megszökött, és nem akart dolgozni”. Kidd kiszabadítja a lányt, majd magával viszi.
Kidd a következő felolvasáson már a lány közreműködésével adja elő a felolvasását, és a lányt Johanna Kiddnek nevezi.

## Szereplők
| Szerep                       | Színész               | Magyar hang             |
| ---------------------------- | --------------------- | ----------------------- |
| Jefferson Kyle Kidd kapitány | Tom Hanks             | Kőszegi Ákos            |
| Johanna Leonberger / Kabóca  | Helena Zengel         | Dolmány-Bogdányi Korina |
| Almay                        | Michael Covino        | Király Attila           |
| John Calley                  | Fred Hechinger        | Kenéz Ágoston           |
| Wilhelm Leonberger           | Neil Sandilands       | Kőrösi András           |
| Merritt Farley               | Thomas Francis Murphy | Epres Attila            |
| Jane                         | Mare Winningham       | N/A                     |
| Ella Gannett                 | Elizabeth Marvel      | Vándor Éva              |
| Charles Edgefield            | Chukwudi Iwuji        | N/A                     |
| Christopher John "C.J." Kidd | Ray McKinnon          | Schnell Ádám            |
| Willie Branholme             | Bill Camp             | Bezerédi Zoltán         |
| Anna Leonberger              | Winsome Brown         | Ligeti Kovács Judit     |

## Fordítás
- Ez a szócikk részben vagy egészben  a   News of the World (film) című angol Wikipédia-szócikk fordításán alapul.  Az eredeti cikk szerkesztőit annak laptörténete sorolja fel. Ez a jelzés csupán a megfogalmazás eredetét és a szerzői jogokat jelzi, nem szolgál a cikkben szereplő információk forrásmegjelöléseként.